# 鳥取縣立鳥取西高等學校
鳥取縣立鳥取西高等學校是位於日本鳥取縣鳥取市東町二丁目區的公立高等學校。
其棒球部過去在1910年代至1950年代期間即多次參加全國高等學校棒球錦標賽，至今已累積進入甲子園超過二十次。

## 歷史
學校的前身包括三所學校：
- 成立於1873年，承自原鳥取藩藩校「尚德館」的舊制中學校「第四大學區十五番變則中學校」。
- 成立於1888年的高等女學校「私立鳥取高等女學校」。
- 成立於1910年的實業學校「鳥取縣立商業學校」。

### 鳥取縣立鳥取第一中學校
1873年「第四大學區十五番變則中學校」成立後，在1876年由於鳥取縣被併入島根縣被更名為「島根縣鳥取變則中學校」，直到1881年鳥取縣恢復設置後被更名為「鳥取縣中學校」。
1886年配合日本政府的教育政策更名為「鳥取縣尋常中學校」，並於1889年遷移至位於鳥取城內三之丸的現址；1899年由於鳥取縣在米子町設立了第二所中學校，因此更名為「鳥取縣第一中學校」，1909年改採用地名區分更名為「鳥取縣立鳥取中學校」。
1922年由於在鳥取市內也設立了第二所中學校，因此再次更名為「鳥取縣立鳥取第一中學校」。
1948年配合日本的學制改革成為「鳥取縣立鳥取第一高等學校」，僅招收男性學生。

### 鳥取縣立鳥取高等女學校
1888年「私立鳥取高等女學校」成立後，於1897年改隸屬鳥取市政府後成為「鳥取市立高等女學校」，1901年再改隸屬鳥取縣政府後成為「鳥取縣立高等女學校」，1909年同樣改以地名區分成為「鳥取縣立鳥取高等女學校」
1948年配合日本的學制改革成為「鳥取縣立鳥取第三高等學校」，僅招收女性學生。

### 鳥取縣立鳥取商業學校
1910年「鳥取縣立商業學校」成立後，於1934年更名為「鳥取縣立鳥取商業學校」。
1948年配合日本的學制改革成為「鳥取縣立鳥取商業高等學校」。

### 鳥取西高等學校
1949年鳥取縣政府進行高等學校的整併，將鳥取第一高等學校、鳥取第三高等學校、鳥取商業高等學校整併為「鳥取縣立鳥取西高等學校」，不過整併後的商業科在八年後又再次分出獨立設為鳥取縣立鳥取商業高等學校。
2001年繼承自高等女學校的家庭學科與鳥取縣立鳥取西工業高等學校、鳥取縣立鳥取農業高等學校整併為新設立的鳥取縣立鳥取湖陵高等學校。
2004年又與鳥取湖陵高等學校一同將原本的定時制課程及通信制課程分出，新設立為鳥取縣立鳥取綠風高等學校。